# 埃米爾·哈爾弗雷德森
埃米爾·哈爾弗雷德森（1984年6月29日—）是一位冰島足球運動員。在場上的位置是中前衛或左邊鋒。曾效力於費辛隆尼。他也曾代表冰島國青隊參加賽事。